# Miłostowo (Poznań)
Miłostowo – część Poznania, a zarazem jednostka obszarowa Systemu Informacji Miejskiej położona w obrębie osiedla samorządowego Warszawskie-Pomet-Maltańskie, zajęta przede wszystkim przez tereny zielone.

## Historia
W 1940 włączone do Poznania, a w 1943 otwarto tu cmentarz komunalny.
Do Miłostowa dojechać można tramwajem linii 6 lub 8 (pętla Miłostowo) lub ulicą Warszawską od południa (przy niej przystanek autobusowy linii 157, 401, 405, 406 i 407 oraz 416) albo od północy ulicą Gnieźnieńską autobusami linii 173 i 412. Przy cmentarzu rozległe parkingi dla aut prywatnych. Przez Miłostowo przebiegają (bez przystanków) linie kolejowe E 20 i 353.